# I Wish I Was a Punk Rocker (With Flowers in My Hair)
I Wish I Was a Punk Rocker (With Flowers in My Hair) is een nummer van de Schotse zangeres Sandi Thom uit 2006. Het is de eerste single van haar debuutalbum Smile... It Confuses People.
Het nummer werd een hit in het Verenigd Koninkrijk, Ierland, Frankrijk, het Duitse taalgebied en Oceanië. In het Verenigd Koninkrijk schopte het nummer het tot de nummer 1-positie. In Nederland bleef het nummer echter steken op een 7e positie in de Tipparade.